# Anadenanthera colubrina
Anadenanthera colubrina (nombre común: vilca, huilco, kurupa'y, curupáy, wilco, cebil, angico, anguo) es una especie de árbol de Sudamérica estrechamente relacionada con el yopo Anadenanthera peregrina.

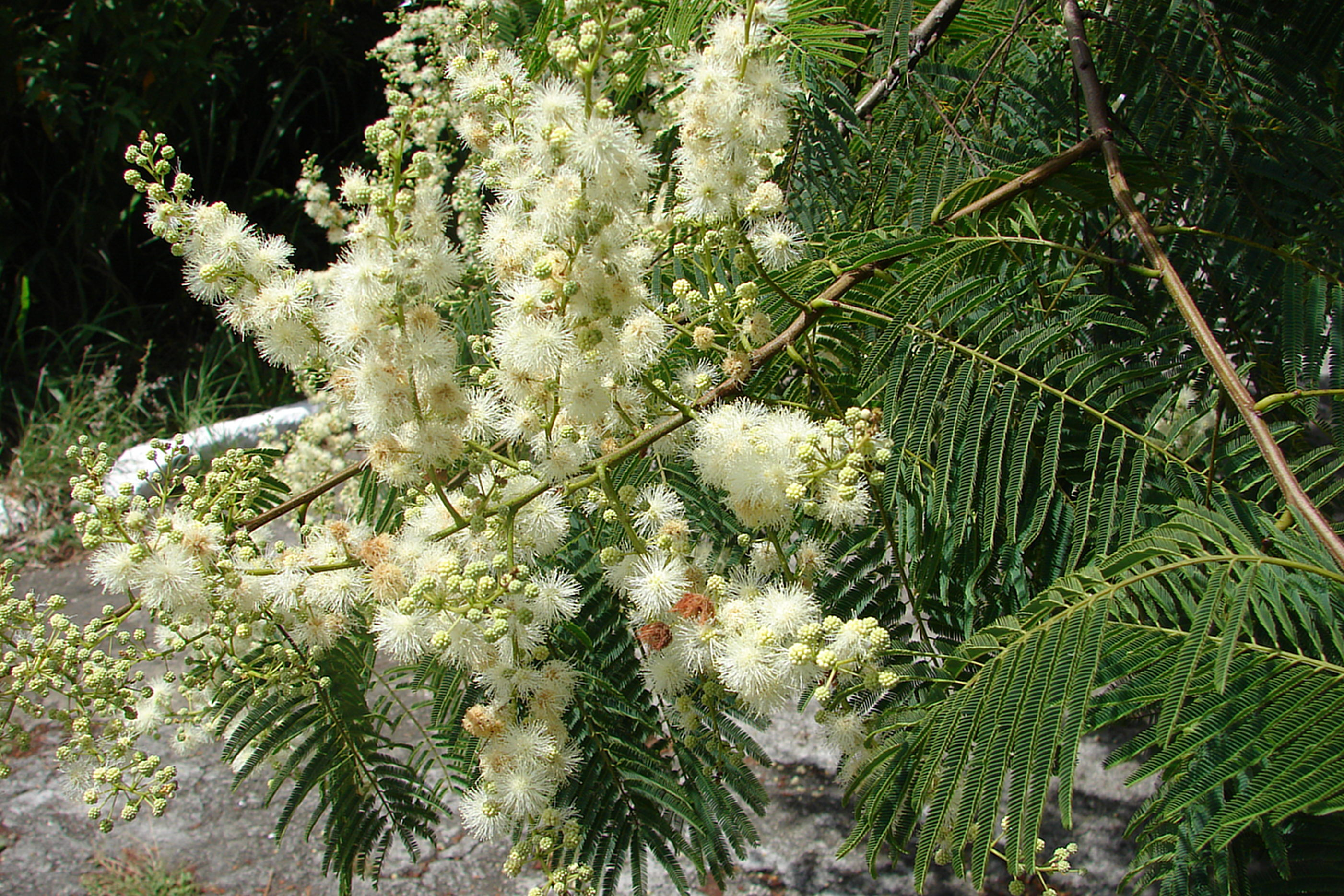
Flores

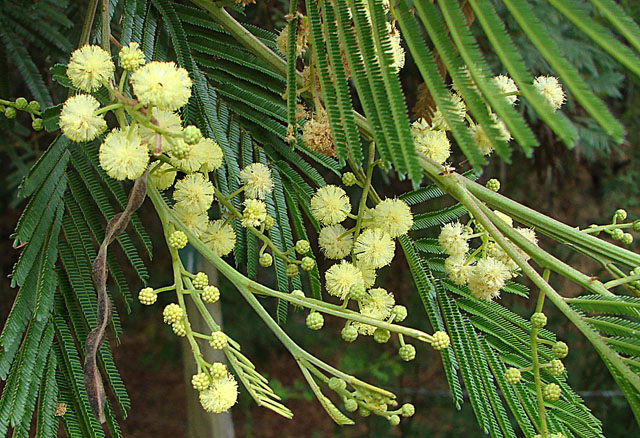
Inflorescencias

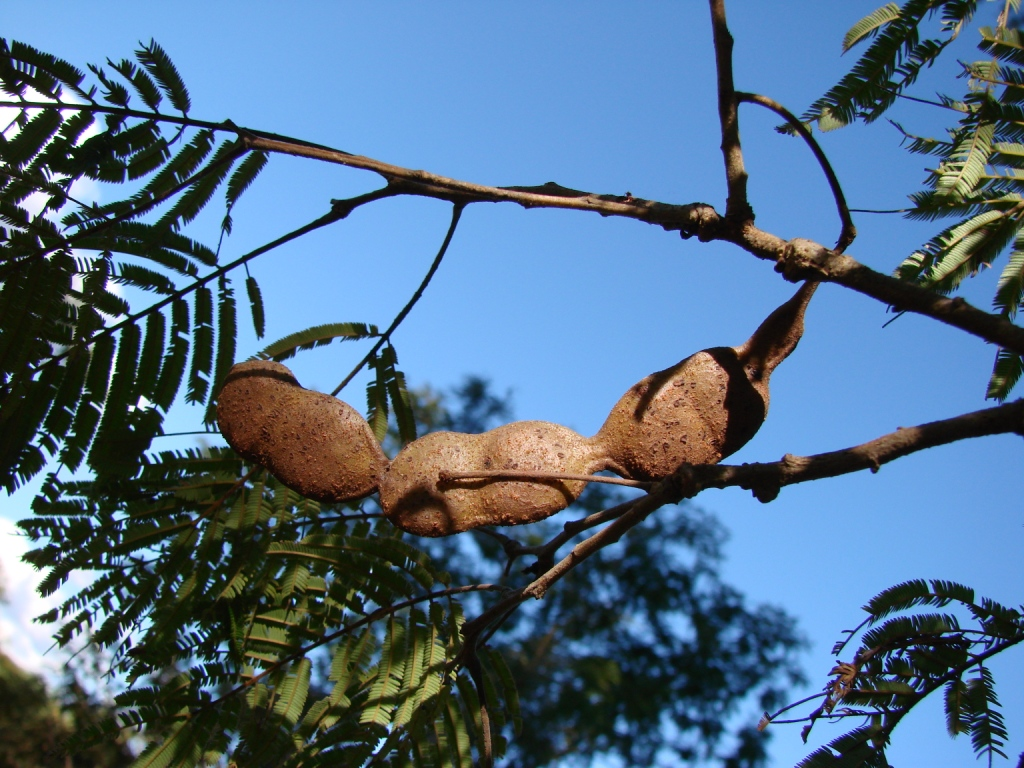
Frutos

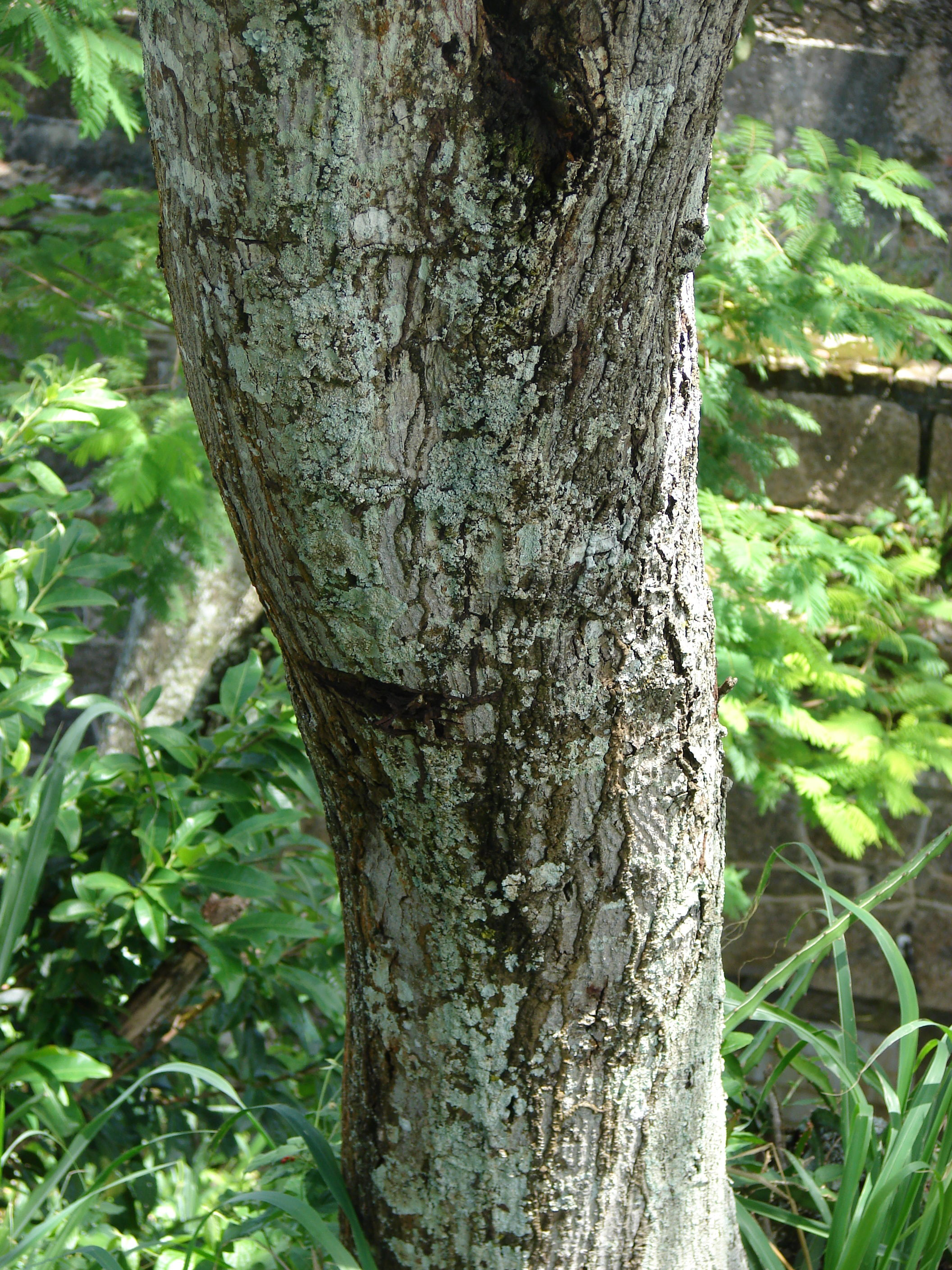
Tronco

## Descripción
Crece de 5-30 m de altura (raramente 60 m) y su tronco, de 20 a 60 cm de diámetro, posee protuberancias cónicas castaño-oscuro. La corteza gris oscura, con protuberancias cónicas. Las hojas semejantes a Mimosa, bipinadas y alternadas. En el sur de Sudamérica, A. colubrina produce flores de septiembre a diciembre y vainas de septiembre a julio.  En Brasil A. colubrina ha sido calificada de "alta prioridad" en estatus de conservación.
 

Su madera tiene una densidad de cerca de 0,84 kg/dm².

## Distribución
A. colubrina se halla en Argentina, Bolivia, Brasil, Ecuador, Paraguay, Perú y Chile.

## Hábitat
Crece a altitudes de entre los 315-2200 m s.n.m. con lluvias de 250-600 mm/año, y una temperatura promedio de 21 °C.  Tiende a crecer en colinas rocosas con suelo bien drenado, con frecuencia en la vecindad de ríos. Crece rápidamente a 1-1,5 m/año en buenas condiciones. Las zonas de crecimiento son sabanas y selvas. Florece dos años después de la germinación.
Sus semillas son fáciles de germinar, requieren más cuidados para llegar a plantas adultas. Son muy sensibles al ataque fúngico, no usar fungicidas químicos, son tóxicos para el medio ambiente. La humedad en exceso pone a las semillas en putrefacción fácilmente, no regar en exceso. Crece bien en lugar soleado, en zonas tropicales y subtropicales; es sensible a la helada.

## Taxonomía
Anadenanthera colubrina fue descrita por el botánico británico John Patrick Micklethwait Brenan y publicado en Kew Bulletin 10(2): 182 en 1955.
Variedades
- Anadenanthera colubrina var. cebil (Vell.Conc.) Brenan, var. (Griseb.) Altschul

Sinonimia
- Acacia cebil Griseb.
- Acacia colubrina Mart.
- Acacia grata Willd.
- Anadenanthera colubrina var. cebil (Griseb.) Altschul 1964
- Anadenanthera colubrina (Vell.) Brenan var. colubrina 1988
- Anadenanthera macrocarpa (Benth.) Brenan
- Mimosa colubrina Vell.
- Piptadenia cebil (Griseb.) Griseb.
- Piptadenia hassleriana Chodat
- Piptadenia hassleriana Chodat var. fruticosa Chodat & Hass
- Piptadenia grata (Willd.) J.F.Macbr.
- Piptadenia macrocarpa Benth.
- Piptadenia macrocarpa Benth. var. cebil (Griseb.) Chodat & Hass
- Piptadenia macrocarpa Benth. var. genuina Chodat & Hass
- Piptadenia macrocarpa Benth. var. plurifoliata Hoehne
- Piptadenia macrocarpa Benth. var. vestita Chodat & Hass
- Piptadenia microphylla Benth.

## Importancia económica y cultural

### Alimento
Se hace una bebida dulzona con la corteza.

### Goma
La goma puede usarse de la misma manera que con la goma arábiga.

### Tanino
El tanino de A. colubrina se usa en la industria para procesar cueros animales.

### Medicina tradicional
La goma se usa para tratar infecciones del tracto respiratorio superior, como expectorante y calma la tos.

### Madera
En el Brasil nordestino, es usado primariamente para madera en especial para aperos, en la construcción, para puertas, marcos de ventanas, cercas, vigas, plataformas, pisos, durmientes." La madera se reporta como fuente preferida de leña para la cocina, porque da fuego fuerte y de largo aliento. Muy usada para hacer cercas, ya que las termitas parecen no atacarla. Fue en su tiempo, usada para construir casas, pero cada vez es más difícil encontrar suficientes árboles para tal propósito.

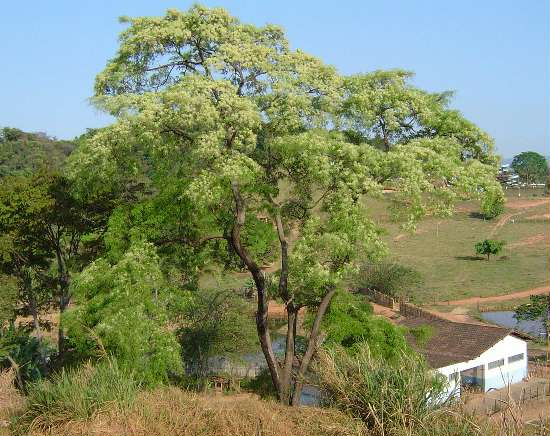
Anadenanthera colubrina en Brasil.

### Farmacología
Los compuestos químicos en A. colubrina incluyen:
- Bufotenina, legumbres
- Óxido de bufotenina, legumbres
- N,N-dimetiltriptamina, legumbres, vainas
- Óxido de N,N-dimetiltriptamina, legumbres

### Uso enteogénico
Para hacer el polvo psicodélico vilca (o cebil), los granos negros de las legumbres de estos árboles primero se tuestan hasta que estallan como palomitas y luego se muelen. El tostado facilita la remoción de la cáscara antes del molido. El polvo resultante se mezcla en un mortero con cal. La mezcla se humedece a una consistencia similar a masa de pan, usando una pequeña cantidad de agua. Una vez humedecido, se macera en una pelota por varios minutos a varios días, según la costumbre local, permitiendo la reacción de la cal con el agua para formar hidróxido de calcio, y de este con la  bufotenina  para formar bufotenato cálcico (5-CaO-dimetiltriptamina: DMT).  El hidróxido de calcio también reacciona con algo de DMT y de 5-MeO-DMT presente en la forma de base libre de DMT y de 5-MeO-DMT.  Durante el macerado, mucho del exceso de hidróxido de calcio, que de otra manera sería irritante para la mucosa nasal, reacciona con el dióxido de carbono del aire para formar carbonato de calcio.
Otro psicodélico parecido es el yopo, preparado de Anadenanthera peregrina.
El compuesto activo principal de vilca es la bufotenina. A. colubrina contiene 12,4 % de bufotenina. Como el bufotenato se metaboliza rápidamente, sus efectos son de corta acción.  Según reportes de 1996, los chamanes wichí usan activamente la Vilca, con el nombre de hatáj.  La evidencia más antigua son dos pipas de hueso halladas en Inca Cueva en la quebrada de Humahuaca en la provincia de Jujuy, Argentina, fechadas en el 2300 a. C.